# Chapel of St Roque (Żebbuġ)

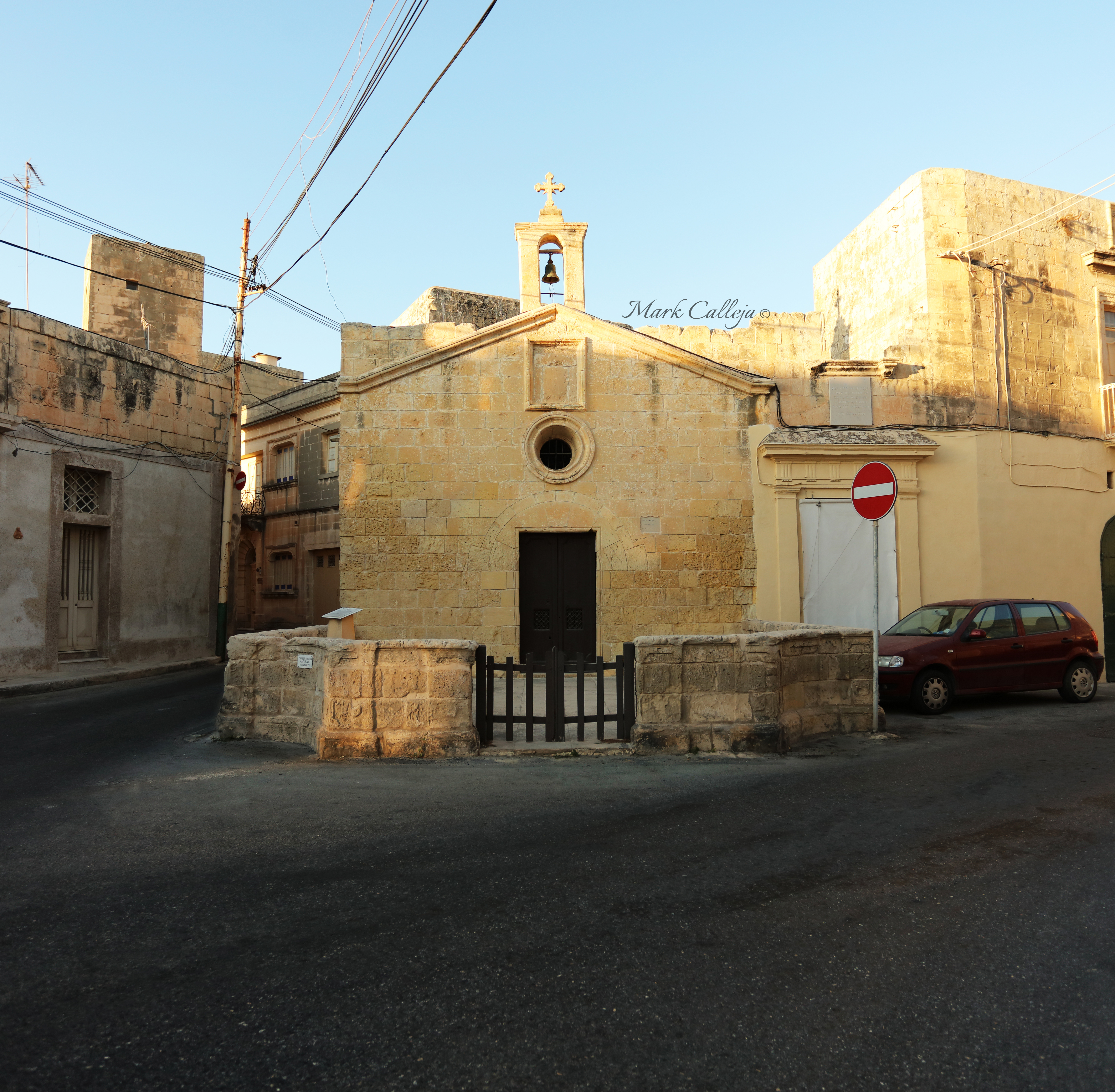
Chapel Of Saint Roque

Die Chapel of St Roque in Żebbuġ ist eine unter Denkmalschutz stehende Kapelle in Malta. Sie ist Rochus von Montpellier gewidmet, der als Schutzheiliger gegen die Pest angerufen wird. Die Kapelle  steht in der Hauptstraße (Triq il-Kbira) von Żebbuġ und ist unter der Nummer 2208 in das National Inventory of the Cultural Property of the Maltese Islands eingetragen.

## Geschichte
Im Jahr 1592 brach auf den maltesischen Inseln die Pest aus, vermutlich wurde sie durch eine Galeere des Großherzogtums Toskana eingeschleppt. Mehr als 3000 Menschen starben bei dieser Epidemie. Ein Mann namens Tumas Vassallo und seine Frau Katarin gelobten den Bau einer Kapelle zu Ehren des hl. Rochus, wenn die Seuche ihren Ort verschonte. Weitere St.-Rochus-Kirchen und Kapellen unter diesem Patrozinium finden sich in Valletta, Balzan und Birkirkara. In Żebbuġ ist sie die einzige von vierzehn Kapellen, die in der ursprünglichen Form erhalten ist.
1980 wurde die Verwaltung des Gebäudes vom Erzbistum Malta an Dín l-Art Ħelwa übergeben. Die Stiftung restaurierte die Kapelle und eröffnete sie 2007. Sie beherbergt nun eine Ausstellung über Söhne und Töchter des Ortes Żebbuġ.

## Bauwerk
Die kleine Kapelle zeigt typische Formen des 16. Jahrhunderts. Sie misst acht Meter in der Länge und sieben Meter in der Breite. Die Fassade ist sehr einfach gehalten und ohne jedes architektonische Zierwerk. Über dem Eingang befindet sich ein kleines rundes Fenster, durch das Licht in das Kapelleninnere fällt, die Seitenwände sind fensterlos. Der eingangsseitige Giebel wird von einem Glockenträger mit einer einzelnen Glocke darin bekrönt. Das Eingangsportal wurde anscheinend verändert, denn der heute rechteckige Türrahmen war zu einer früheren Zeit einmal von einem Spitzbogen überwölbt, wie Spuren im Mauerwerk zeigen.
Das Altargemälde, St. Rochus darstellend, stammt von einem unbekannten Maler des frühen 17. Jahrhunderts und wurde 1989 restauriert.